# 9-я бронетанковая дивизия (Великобритания)
9-я бронетанковая дивизия (англ. 9th Armoured Division) — тактическое соединение Британской армии, созданное во время Второй мировой войны. Она никогда не участвовала во время войны как полноценная дивизия.

## История
9-я бронетанковая дивизия была создана 1 декабря 1940 года и расформирована 31 июля 1944 года. Она никогда не участвовала во время войны как полноценная дивизия, хотя её 27-я бронетанковая бригада сражалась в Нормандской кампании и северо-западной Европе в 1944 году.

## Состав
Дивизия в себя включала:
- 27-я бронетанковая бригада (выведена из дивизии 10 августа 1942) (27th Armoured Brigade)
  - 4-й/7-й королевский драгунский гвардейский полк (4th/7th Royal Dragoon Guards)
  - 13-й/18-й королевский гусарский полк (Собственный королевы Марии) (13th/18th Royal Hussars (Queen Mary’s Own))
  - 1-й восточнорайдингский йоменский полк (1st East Riding Yeomanry)
  - 1-й батальон Стрелкового полка королевы Виктории (1st Battalion, Queen Victoria’s Rifles)
- 28-я бронетанковая бригада (28th Armoured Brigade)
  - 5-й королевский иннискиллингский драгунский гвардейский полк (5th Royal Inniskilling Dragoon Guards)
  - 15-й/19-й Его Величества королевский гусарский полк (15th/19th The King’s Royal Hussars)
  - 1-й файфский и форфарский йоменский полк (1st Fife and Forfar Yeomanry)
  - 2-й батальон Стрелкового полка королевы Виктории (переименован в 8-й батальон Королевского стрелкового корпуса короля 22 марта 1941) (2nd Battalion, Queen Victoria’s Rifles)
- 9-я группа обеспечения (расформирована 12 июня 1942) (9th Support Group)
  - 11-й батальон Вустерширского полка (11th Battalion, Worcestershire Regiment)
  - 6-й полк Королевской конной артиллерии (6th Regiment, Royal Horse Artillery)
  - 74-й противотанковый полк Королевской артиллерии (74th Anti-Tank Regiment, Royal Artillery)
  - 54-й (аргайл-сатерлендский хайлендский) лёгкий зенитный полк Королевской артиллерии (54th (Argyll and Sutherland Highlanders) Light Anti-Aircraft Regiment, Royal Artillery)
  - 7-я пехотная бригада (переведена в состав дивизии 5 июня 1942) (7th Infantry Brigade (transferred to division on 5 June 1942))
  - 2-й батальон Южноваллийского пограничного полка (2nd Battalion, South Wales Borderers)
  - 6-й батальон Королевского сассекского полка (6th Battalion, Royal Sussex Regiment)
  - 2/6-й батальон Восточносуррейского полка (2/6th Battalion, East Surrey Regiment)
- Прочие части
  - 1-й королевский глостерширский гусарский полк (1st Royal Gloucestershire Hussars (16 January 1943 — 10 July 1943))
  - 6-й полк Королевской конной артиллерии (6th Regiment, Royal Horse Artillery (12 June 1942 — 10 July 1944))
  - 141-й (Собственный Её Величества дорсетский йоменский) полк Королевской артиллерии (141st (Queen’s Own Dorset Yeomanry) Field Regiment, Royal Artillery (12 June 1942 — 10 July 1944))
  - 74-й противотанковый полк Королевской артиллерии (74th Anti-Tank Regiment, Royal Artillery (12 June 1942 — 6 November 1943))
  - 92-й (гордонский хайлендский) зенитный полк Королевской артиллерии (92nd (Gordon Highlanders) Anti-Tank Regiment, Royal Artillery (12 November 1943 — 10 July 1944))
  - 54-й (аргайл-сатерлендский хайлендский) лёгкий зенитный полк Королевской артиллерии (54th (Argyll and Sutherland Highlanders) Light Anti-Aircraft Regiment, Royal Artillery (12 June 1942 — 2 March 1944))
  - 150-й (лояльский) лёгкий зенитный полк Королевской артиллерии (150th (Loyals) Light Anti-Aircraft Regiment, Royal Artillery (2 March 1944 — 10 July 1944))